# لورنزو سوتومایور
لورنزو سوتومایور (انگلیسی: Lorenzo Sotomayor؛ زادهٔ ۱۶ فوریهٔ ۱۹۸۵) ورزشکار بوکس اهل جمهوری آذربایجان است.
وی در مسابقات کشوری و بین‌المللی در مجموع برندهٔ ۱ مدال طلا، ۱ مدال نقره، ۱ مدال برنز شده‌است.